# Poblana
Poblana – rodzaj ryb z rodziny Atherinopsidae.

## Klasyfikacja
Gatunki zaliczane do tego rodzaju:
- Poblana alchichica
- Poblana ferdebueni
- Poblana letholepis
- Poblana squamata